# Lernaea parasiluri
Lernaea parasiluri is een eenoogkreeftjessoort uit de familie van de Lernaeidae. De wetenschappelijke naam van de soort is voor het eerst geldig gepubliceerd in 1938 door Yü.